# Fox (1998-2001)
Fox was een Nederlandse televisiezender die van 19 december 1998 tot 30 april 2001 op de Nederlandse televisie te zien was.
Het kanaal zond van 18.00 tot 05.00 uur programma's uit. De kinderzender Fox Kids, van mediabedrijf Saban Entertainment, verzorgde de uitzendingen overdag. Fox was de opvolger van TV10. In eerste instantie was het een samenwerking van Fox Entertainment Group en Saban Entertainment, maar al snel nam Fox Entertainment Group het aandeel van Saban over en werd de zender geheel van Fox Entertainment Group, welke in handen is van de Amerikaanse mediatycoon Rupert Murdoch.
In september 1999 kwam bij Fox de '8' in het logo en vanaf september dat jaar werd de zender hernoemd naar Fox 8. In september 2000 werd de naam weer terug gedoopt in Fox en werd een geheel nieuwe programmering geïntroduceerd.
De zender was toen ondergebracht bij News Corporation, het moederbedrijf van Fox Entertainment Group. Het station werd wel beter bekeken, maar met een marktaandeel van rond de 3% was ze nog steeds niet voldoende levensvatbaar. Fox werd in april 2001 overgenomen door SBS Broadcasting; zij betaalde €20 miljoen voor de zender. Fox werd uiteindelijk op 1 mei 2001 omgevormd tot V8.
In 2013 startte de Fox Entertainment Group wederom een kanaal met de naam Fox. In 2023 is die zender verdergegaan onder de naam STAR Channel.
De volgende programma's werden onder meer uitgezonden op Fox:
- Amerikaanse comedyseries zoals The Middle en The Simpsons
- Amerikaanse speelfilms (zowel oud als nieuw)
- Late Show with David Letterman
- Eigen Nederlandstalige producties